# Xiphocolaptes falcirostris
O Xiphocolaptes falcirostris, de nome popular arapaçu-do-nordeste, é uma espécie de ave da família Dendrocolaptidae, endêmica do Brasil, encontrada em áreas florestas deciduais do Centro e Nordeste, caatinga arbórea, matas secas e matas de beira de rios.
É uma ave ameaçada de extinção em situação vulnerável. Seu habitat natural está sendo desmatado com a exploração de espécies de árvores como a S. brasiliensis (braúnas) e A. colubrina (angico) para a produção de carvão e para a construção civil. Com a lenta regeneração de árvores, e a falta de manutenção do plantio das árvores de sua preferência, por causa da pastagem de gado e atividades agrícolas diversas, o habitat natural do arapaçu-do-nordeste está diminuindo e sofrendo com a redução da qualidade.

## Características
O arapaçu-do-nordeste possui uma plumagem de coloração ferrugem, com o fundo marrom claro, sendo mais escuro na região do peito. Há uma linha castanha na parte superior dos olhos ladeada por uma linha preta, Mede em torno dos trinta centímetros e possui um bico longo e forte.
Vive aos pares, sozinho ou em pequenos grupos familiares.

## Alimentação
A sua alimentação é baseada em invertebrados, principalmente insetos como besouros, formigas e borboletas e suas larvas. E também de caramujos, aranhas e outros itens que encontram debaixo das cascas ou em reentrâncias do caule das árvores.

## Distribuição geográfica
Foram reportados a presença do arapaçu-do-nordeste no estado da Bahia, Maranhão, Piauí, Ceará, Paraíba, Pernambuco e Minas Gerais. No Piauí foi reportado no Parque Nacional Serra da Capivara, Parque Nacional Serra das Confusões e Serra Vermelha. No Maranhão, a espécie foi reportada em algumas localidades na região central e sudeste do estado. No estado do Ceará, sua presença foi reportada no Parque Nacional Ubajara e APA do Maciço do Baturité. Na Paraíba, os registros são na Serra de Santa Catarina e no município de Coremas, na região oeste. No estado de Pernambuco foram registrados no riacho do Recreio no município de Lagoa Grande, na fazenda Bom Recreio, no município de Floresta e no município de Custódia.